# Náhlov
Náhlov (dříve německy Nahlau či Nahlow) je obnovená malá vesnice, část města Ralsko v okrese Česká Lípa. Nachází se asi 11 km na severovýchod od Kuřívod, v severovýchodní výspě bývalého vojenského prostoru Ralsko, na bývalé českoněmecké jazykové hranici. Je zde evidováno 22 adres. Trvale zde v roce 2011 žilo 141 obyvatel.
Náhlov je též katastrální území o rozloze 14,13 km2. Původní katastrální území bylo též Náhlov, ale mělo asi čtyřikrát menší rozlohu.

## Historie

### Doba nejstarší a 14. století
Ves Náhlov je možné historicky s velkou pravděpodobností doložit již ve druhé polovině 13. století, kdy se tato ves uvádí v seznamu rodových držav Vartenberků, spadající pod správu hradu Vartenberk. Ves vznikala živelně, neuspořádaně a vznikla jako seskupená vesnice. Těmto typům neuspořádaných vsí se říkalo Haufendorf a byly nejrozšířenější historickou formou osídlení obecně.
Ve druhé polovině 14. století, v roce 1371 je správcem na území náhlovské nivy Jan III. z Vartenberka, zvaný z Děvína, který byl zároveň autorem nejstarší česky psané listiny z roku 1380 zmiňující panský dvůr Medný, pod který ves Náhlov spadala. Na tomto panském dvoře se shromažďovaly veškeré odvody, poplatky a služby.

### 15. století
V 15. století, v období husitských válek, byl Náhlov roku 1424, po nájezdu Hynka Bočka z Poděbrad, vypálen a vypleněn. V době války Vartenberků s lužickým Šestiměstím byl v roce 1445 opět téměř zničen. Obnova Náhlova pak trvala až do roku 1450. Další válečný konflikt, který v 15. století Náhlov poznamenal, byla Česko-Uherská válka, v jejímž rámci provedlo v roce 1468 loupeživý výpad na sever Čech hornolužické vojsko pod velením Jindřicha III. ze Šternberka.

### 16. století
Na začátku 16. století prodávají Vartenberkové strážské panství, tedy i ves Náhlov, Bartolměji II. Hirschbergerovi z Königshainu, který jej drží až do své smrti v roce 1526. Jeho syn Caspar strážské panství dědí, a ještě v roce 1580 je udáván jako majitel panství. Strážské panství dále dědí Casparovi synové Balthasar a Heinrich a drží jej až do bitvy na Bílé hoře.
V roce 1570 byly zavedeny pozemkové a soudní knihy, zvané Schöppenbücher a byly zřízeny dědické registry. Náhlov je v této době již autonomní obcí, má svého starostu a současně soudce, pro vykonávání nižších soudních výkonů. Tato funkce je v rodině dědičná.
O rok později, v roce 1571 je Náhlov přidělen k soudnímu okresu Osečná. Popraviště a hrdelní soud se nacházejí na Šibeniční hoře, (od roku 1905 Schillerův vršek s památníkem Friedricha Schillera) u Osečné. Vražda, krádež, zneuctění, cizoložství, chycení loupežníci, ale třeba i krádež ryb a pytláctví bylo trestáno smrtí oběšením. V Osečné se v tuto dobu nacházelo i vězení.

### 17. století
Sedmnácté století, zejména období po bitvě na Bílé hoře znamenalo další majetkové přesuny, související s konfiskací majetku šlechty bojující v bitvě na Bílé hoře proti císaři. Panství strážské, ke kterému ves Náhlov patřila, připadlo jako konfiskát císaři Ferdinandovi II. Strážské panství následně v roce 1623 kupuje jako válečný konfiskát Albrecht z Valdštejna. Albrecht z Valdštejna, jej na krátkou dobu přenechává plukovníkovi Janu Götzovi, a od roku 1627 do roku 1633 získává strážské panství jako léno Adam Vilém Gürzenich.
V roce 1631 se strážského panství a Náhlova dotkla třicetiletá válka, tehdy to byla fáze tzv. švédské války (1630–1635), kdy se na stranu Švédů přidalo i Sasko a saská vojska saského kurfiřta Jiřího I. Saského pronikla v tomto roce do Čech a opět zde byla spousta statků vypleněných a opuštěných.
V roce 1633, prodal Albrecht z Valdštejna strážské léno, které dosud spravoval Adam Vilém Gürzenich, Kryštofu Pavlovi hraběti Lichtenštejnovi jako dědičné léno za 119 259 zlatých. Od roku 1633 jsou tedy majitelé strážského panství, včetně Náhlova, který tehdy ke strážskému panství patřil, Lichtenštejnové.
V roce 1676 přichází první přímé písemné matriční záznamy o vsi Náhlov. Tyto první matriční záznamy z vesnic pocházejících z regionu bývalého strážského panství, mají spojitost s jednak s Lichtenštejny, kteří strážské panství v té době vlastnili, ale i s rodem Putzů, jejichž vliv rozšiřováním mimoňského a děvínského panství výrazně sílil i na panství strážském.

### 18. století

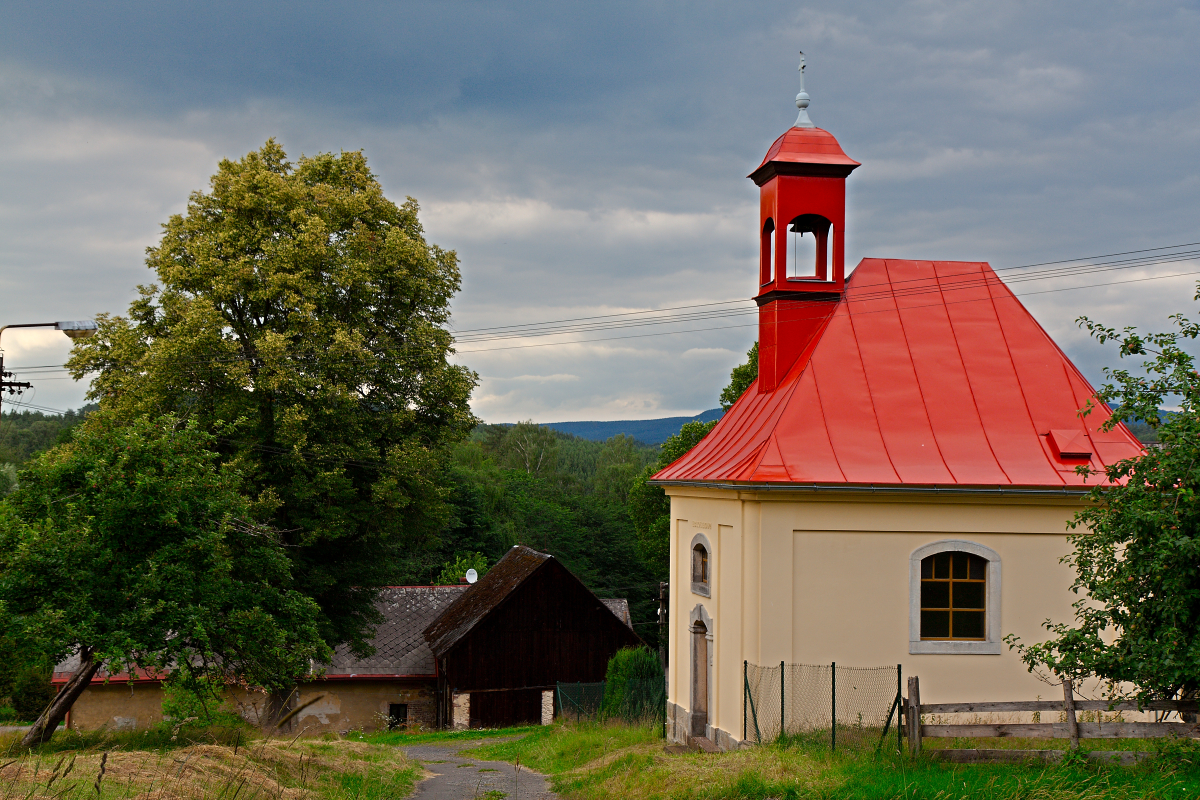
Kaple sv. Floriána v Náhlově

Na začátku 18. století, v roce 1705 byla obnovena Římskokatolická farnost v Hlavici, ke které byla ves Náhlov i s dalšími vesnicemi přifařena. Náhlovští ale nadále zůstávají při nedělních mších a církevních svátcích, jako Velikonoce, Boží tělo, nebo Biřmování, v Osečné. Zemřelí z Náhlova, kteří byli pohřbíváni na hřbitově v Osečné (hřbitov u cesty z Osečné na Holičky), však byli později již pohřbíváni v Hlavici.
Ludvík Josef Hartig odkoupil v roce 1714 od barona Františka Antonína Lichtenštejna za 236 500 zl. i panství strážské, což znamenalo, že mimo jiné vlastnil i vesnice Luhov, Grunov, Brennou, Novinu a Dubnici a jako aloidní statky statek Chrástnou a Náhlov. Tímto Hartigové expandovali na strážské panství, ke kterému o něco později, v roce 1718 plnohodnotně připojili i panství mimoňské.
Náhlova a okolí se dotklo i období válek o rakouské dědictví, kdy v roce 1742 dochází k plundrování vesnic pruskou armádou.
Po uzákonění zavedení domovních čísel v roce 1770, byly v Náhlově označeny všechny domy a budovy, a provedeno sčítání obyvatel. Muži, ženy a mládež jsou evidováni podle stáří, jazyka, náboženství a povolání. Součástí je i zkouška způsobilosti k výkonu vojenské služby.
Náhlova se bezprostředně dotkla i válka o bavorské dědictví (1778-1779), kdy je ves Náhlov její okolí opět vystaveno plundrování prusko-saskými vojenskými oddíly, pod vedením Jindřicha Pruského.
Po zrušení nevolnictví v roce 1781, nastal v okolí Náhlova rozvoj zemědělství, které bylo do té doby trojpolní a nebylo příliš intenzívní a zatížené vysokými odvody panstvu na statku Medný a církvi v Hlavici. Rozvíjí se také chov dobytka a přichází výstavba nových selských dvorů. Později zde vznikla i řemeslná výroba, jako bylo truhlářství, kovárna, soustružník, švec, řezník, a malý obchod. U každého statku musel být rybník, jako vodní nádrž pro případ požáru, obec má ve vlastnictví také lesy a lom.

### 19 století
Začátek 19. století s sebou přinesl obnovu vyhořelé dřevěné kaple sv. Floriána ze 17. století, která proběhla v roce 1804 přestavěním do kamene a byl v ní znovu nainstalovaný původní zvon, nalezený po třicetileté válce v rybníku u Schwertfeger Hof (dalo by se volně přeložit jako u mečířova dvora). Pravděpodobně usedlost v Náhlově, kde sídlil mečíř, kovář apod.
V roce 1839 začíná v Náhlově ve svém domě působit první učitel Wenzel Honzejk.
Revoluční rok 1848 znamená zrušení zbytků rolnických závazků a zbytků roboty. Poddanství na hrabství Hartigů, sídlících na zámku v Mimoni je u konce. Na statku Medný se likviduje registratura a nové rolnické daně jsou již vyměřené císařskou říší.
V roce 1849, po správní reformě se Náhlov stal součástí politického okresu Český Dub, kterého byl součástí až do roku 1868, kdy se obec Náhlov stala součástí politického okresu Česká Lípa a soudního okresu Mimoň.
Života v Náhlově se dotkla i Prusko – Rakouská válka v roce 1866. Pruská pěchota a jezdectvo, které táhlo od Žitavy do Mnichova Hradiště, zřídilo v Holičkách vojenský tábor, odkud bere obyvatelům Náhlova chléb a oves. Dvůr Medný je vypleněn, dobytek vyhnán a ukraden. Náhlovští museli po válce část dobytka na Dvůr Medný dodat zpět, údajně muselo být dodáno přes 200 kusů jatečného dobytka i s honáky.
Z roku 1869 pochází první doložené záznamy ze sčítání obyvatel Náhlova, kdy v Náhlově žilo 804 obyvatel.
Syn prvního Náhlovského učitele Wenzela Honzejka prodává otcův dům v roce 1874 obci za 1910 zlatých a je velmi pravděpodobné, že tento dům byl dál využíván jako škola, kam chodily děti z Dolánek, Dehtárů a Těšnova. A to až do roku 1900, kdy byla postavena nová budova německé školy, a první vyučování v ní započalo 1. září 1901.
Rok 1880 znamenal co do počtu obyvatel přírůstek o 36 obyvatel na hodnotu 840 obyvatel žijících v tu dobu v Náhlově. Byl to vůbec nejvyšší počet obyvatel, který v Náhlově kdy žil. V dalších letech byl, až na jednu výjimku, zaznamenáván už jen trvalý pokles obyvatel. V roce 1890 zde žilo 807 obyvatel, v roce 1900 už jen 739 obyvatel.

### 20. století
Přelom 19 a 20 století a celá dvacátá léta století dvacátého, znamenala pro Náhlov obrovský kulturní rozvoj, zejména spolkového života.
V roce 1902 byl v Náhlově založen spolek dobrovolných hasičů a byla vystavěna hasičská zbrojnice.

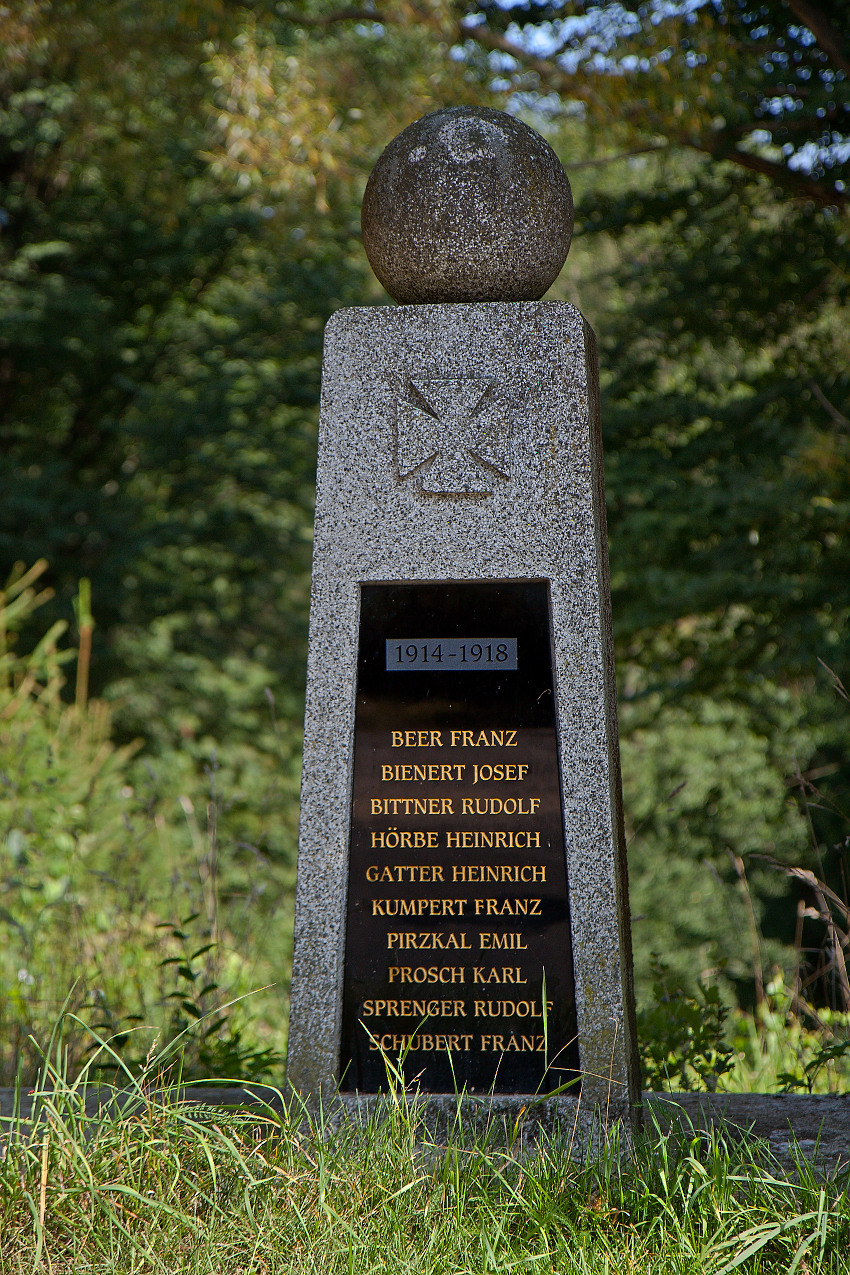
Pomník padlým obyvatelům Náhlova v první světové válce.

Rok 1918 znamenal, v souvislosti se vznikem ČSR změnu ve správním začlenění, kdy Náhlov připadl pod správní okres Česká Lípa a soudní okres Mimoň. V tomto roce započala výstavba pomníku padlým obyvatelům Náhlova v první světové válce, odhalenému v roce 1919.
V roce 1920 byl částečně vyvlastněn majetek hraběte Hartiga, pachtovní půda přešla na místní zemědělce a na bývalých statcích Medný a Nový Dvůr se usídlila česká armáda. Obec v tomto roce postihuje velký požár, který zničil 19 dvorů a domů, místní kapličku a další jiné budovy a stodoly. Výstavba nových dvorů probíhala do roku 1921. Kaplička je opět opravena, ale pět domů už nebylo nikdy obnoveno a počet obyvatel Náhlova klesl na 646. V roce 1920 byla také postavena silnice z Náhlova do Dolánek a Osečné.
V roce 1921 zde bylo 27 domů a 121 obyvatel (z toho 13 Čechů a 108 Němců). Fara byla v Hlavici, zdravotní obvod, četnická stanice, pošta a telegraf byly 4,1 km v Osečné a železniční stanice 12,3 km v Křižanech.
Elektrifikace Náhlova přišla v roce 1924, v roce 1927 započala výstavba vodovodu, napájeného z vodárny pomocí čerpadla a náhonu z říčky Zábrdky. Vodovod postavilo sdružení obcí Náhlova, Dolánek a Dehtár, vodárnu postavil Václav Mizera z Libíče u Českého Dubu, strojní zařízení dodal Josef Kešner z Hlavice. V roce 1928 započala pokládka odpadní kanalizace a v roce 1929 byla stavba vodárny dokončena.
Na konci roku 1927 byl obcemi Náhlov, Zábrdí a Dehtáry založen společný tělocvičný spolek. Cvičila se prostná, na nářadí, secvičovalo v Dolánkách, kde byla i cvičení veřejná. V roce 1933 zdejší sportovci obsadili lyžařské závody u Liberce. Společně s hasiči organizovali pálení čarodějnic u kříže na kopci u Náhlova.
V roce 1928 byl v Náhlově založený ochotnický pěvecký a divadelní spolek a německý tělocvičný spolek pro Náhlov, Zábrdí, Dehtáry a Dolánky.
V letech 1929 byla v obci otevřena obecná škola se dvěma třídami, první pro 1.–4. ročník, druhá měšťanská, pro 5.–8. ročník, do které docházejí děti z Hrubého Lesnova, Hlavice, Cetenova a z nyní již vojenské základny na dvoře Medný. Od roku 1930 mohly děti docházet také do měšťanské školy v Osečné.
Vedle již založeného vodovodního spolku (1927), ochotnického pěveckého a divadelního spolku (1928) je zde v roce 1933 založen také spořitelní a záložní spolek, a svaz Němců v Čechách.
Po Mnichovské dohodě od 1. října 1938 je Náhlov připojen k Velkoněmecké říši a nově spadal do okresu Liberec (Reichenberg).
V poválečném Náhlově po nějakou dobu ještě fungoval Sbor dobrovolných hasičů a v obci byla dvoutřídní škola, kterou navštěvovaly i děti z okolních obcí Cetenov, Holičky a Zábrdí. V roce 1946 byla zřízena i obecní knihovna a byla vedena pamětní kniha, která se bohužel nedochovala. Obec byla v tu dobu elektrifikována, měla hostinec, vodovod a v budově bývalé německé školy byl zřízen obchod se smíšeným zbožím. Byla zde tělocvičná jednota Sokol, a až do vysídlení i Svaz českých Němců.
Kdy přesně začal pracovat MNV Náhlov a zda jeho působení předcházela činnost místní správní komise, prameny neuvádějí. První složení MNV známe ze dne 19. 8. 1945.
Ministerstvo obrany v roce 1946 rozhodlo o vybudování vojenského výcvikového pásma v severních Čechách a Náhlov byl jednou z obcí ležících na tomto území. Katastr obce se měl stát součástí vojenského výcvikového tábora a v důsledku toho měla být obec vysídlena. Administrativní likvidace obce započala dne 26. 5. 1946, kdy ONV Česká Lípa převzal voličské spisy z Náhlova. 24. 9. 1946 bylo oznámeno MNV Náhlov, že by měl upozornit obyvatelstvo na budoucí zrušení obce, ale zároveň však bylo požadováno, aby obyvatelé nadále pracovali na usedlostech, neboť vojenská správa chtěla celý kraj přebrat jako hospodářský celek v běhu.
Nakonec došlo pouze k administrativnímu zrušení obce Náhlov. K fyzickému zrušení obce Náhlov nakonec nikdy nedošlo. Hlavní etapa vysídlení vojenského výcvikového prostoru byla završena v červnu 1947 rozpuštěním likvidační skupiny OKMZ (osidlovací komise ministerstva zemědělství) a NPF (národního pozemkového fondu) se sídly v Mimoni.
Po ukončení činnosti obecního úřadu v Náhlově zde byl, zřejmě v letech 1946–1947 z jedné z usedlostí, vytvořen vojenský statek s kravínem. Ze selských dvorů a domů, které zůstaly po roce 1945 po vyhnání opuštěny byly znovu obydlené jen čtyři. Tři selské dvory se rozpadly a všechny ostatní byly spálené, nebo zbourané a byly použity na stavební materiál při jiné výstavbě.
Z oblasti Horních vsí se v roce 1947 stalo avizované vojenské cvičiště pod názvem Vojenský výcvikový tábor Bezděz, které vzniklo v oblasti mezi Ještědem, Bezdězem, a Ralskou pahorkatinou. Při tom bylo 24 vesnic srovnáno se zemí a v roce 1950 bylo v Náhlově evidováno již jen 56 obyvatel.
Obchod se smíšeným zbožím, který byl po válce, během roku 1945 zřízen v budově bývalé německé školy, byl pravděpodobně v roce 1952, v souvislosti s reorganizací struktury obchodní sítě, převeden pod Okresní lidové spotřební družstvo Jednota.

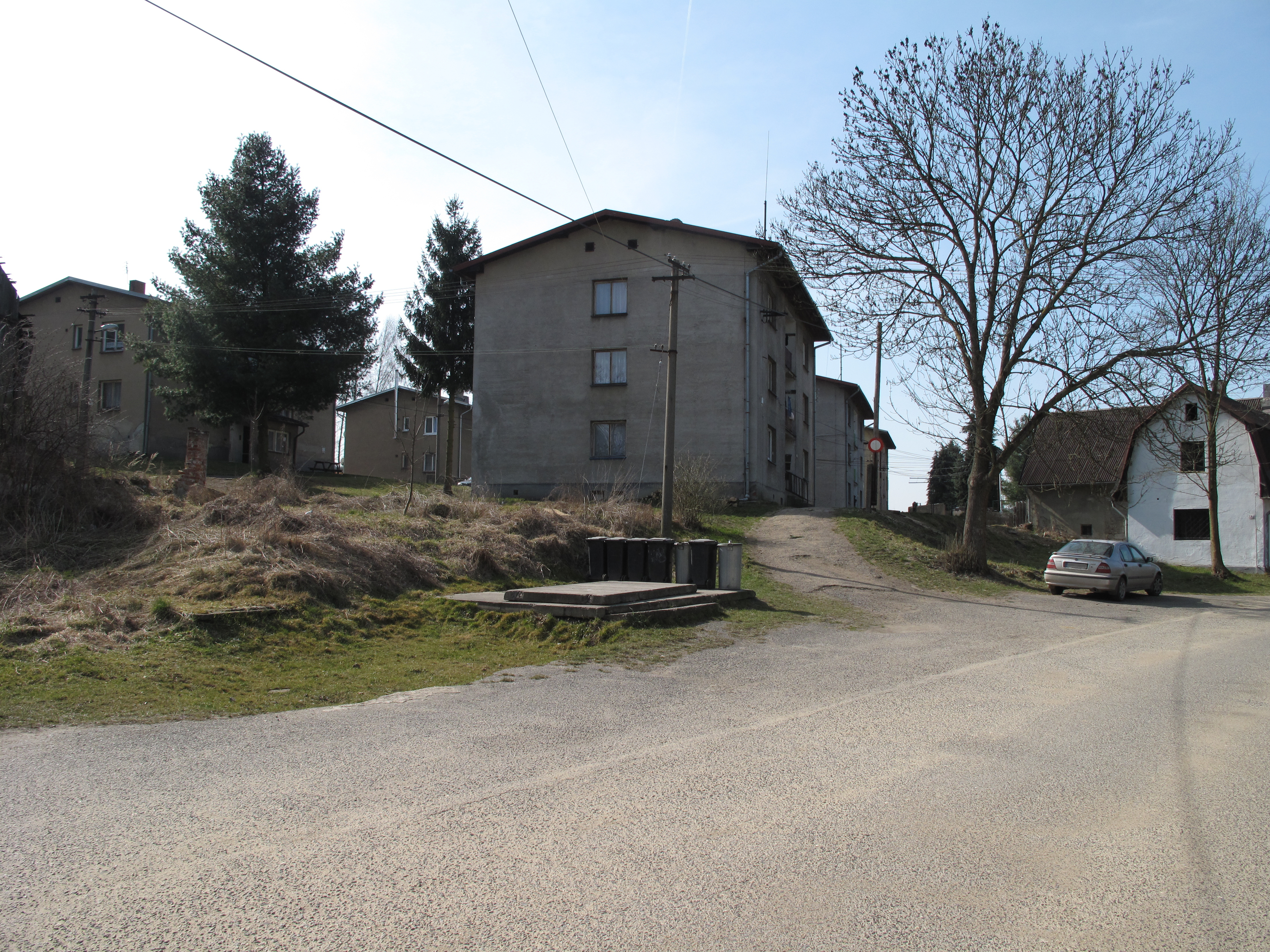
Obytné bloky ze 60 let 20 století postavené pro zaměstnance vojenského statku.

Na vojenském statku Náhlov byly v 60 letech 20 století postavené stáje a pro zaměstnance vojenského statku, kteří měli být ještě dovezeni, bylo postaveno sedm obytných bloků a jako pracovní síla sem byli přivezeni lidé ze Slovenska. Děti zaměstnanců začaly jezdit do školy v Osečné.
Oblast kolem Ralské pahorkatiny v okolí Náhlova, která ležela v uzavřeném prostoru vojenského cvičiště byla od roku 1964 zabrána pro důlní a později i chemickou těžbu uranu, a po okupaci Československa v roce 1968 bylo toto území, již pod názvem Vojenský výcvikový prostor Ralsko, pod kontrolou sovětské armády.
1965-1970 Proběhla první rekonstrukce původního vodovodního řádu pro Náhlov, Dolánky a Dehtáry. Renovace čerpacích stanic a přečerpávací technologie, která přešla na elektrická čerpadla
Kaplička v Náhlově byla nejprve uzavřena, pak využívána jako kovárna. Vydržela v relativně dobrém stavu až do roku 1980. Pak je vykradena a opět úplně zničena. Několik dalších stavení bylo opuštěno, zbouráno, nebo vyhořelo. Kdysi významný vodní pramen pro Náhlov byl hlubokými vrty mezi Těšnovem a dnes již bývalým Zourovským mlýnem téměř zničen a v Náhlově už z něj vytéká jen malý potok.
Po změně politických poměrů v ČSSR po roce 1989, došlo v roce 1991 k odsunu sovětských vojsk, dislokovaných v tomto vojenském prostoru od roku 1968. Poslední vojenský transport odjel z Mimoně 30. 5. 1991 a 5. 9. 1991 bylo rozhodnuto o zrušení vojenského újezdu a Náhlov, s celou oblastí Horních vsí, se tak vrátil zpět do civilního prostoru. Ale už nikoliv jako samostatná obec, ale od 1. 1. 1992 jako součást tehdy nově vzniklé obce Ralsko, která vznikla sloučením devíti osad, dislokovaných převážně na území bývalého vojenského prostoru pod jeden správní celek:
Byly to obce:
1. Kuřívody (jako správní centrum obce Ralsko)
2. Boreček
3. Horní Krupá
4. Náhlov
5. Hradčany
6. Ploužnice
7. Hvězdov
8. Svébořice
9. Jablonec (Jabloneček)

Náhlov, který od roku 1945 do roku 1989–90, tj. celých zhruba 45 let směřoval k zániku, se na konci 20 století vrací zpět k životu. Opuštěné a poničené domy si postupně kupovali noví majitelé a domy procházely postupnou renovací. Vojenský statek prošel majetkově přes několik firem, a nakonec se dostal do rukou majitelů, kteří zde začali provozovat farmu s chovem vepřů. Spolkový život v Náhlově vrací zpět do života vznik spolku Sdružení Náhlov v oblasti Ralsko, které zde vzniká 27. 3. 1997. V témže roce, tj. v roce 1997 kupuje Sdružení Náhlov v oblasti Ralsko dům staré německé školy, a bývalého obchodu Jednoty, a tímto počinem jsou položeny základy ke vzniku Muzea vystěhovalectví do Brazílie, později zároveň i Muzea Horních vsí v Náhlově.

### 21. století

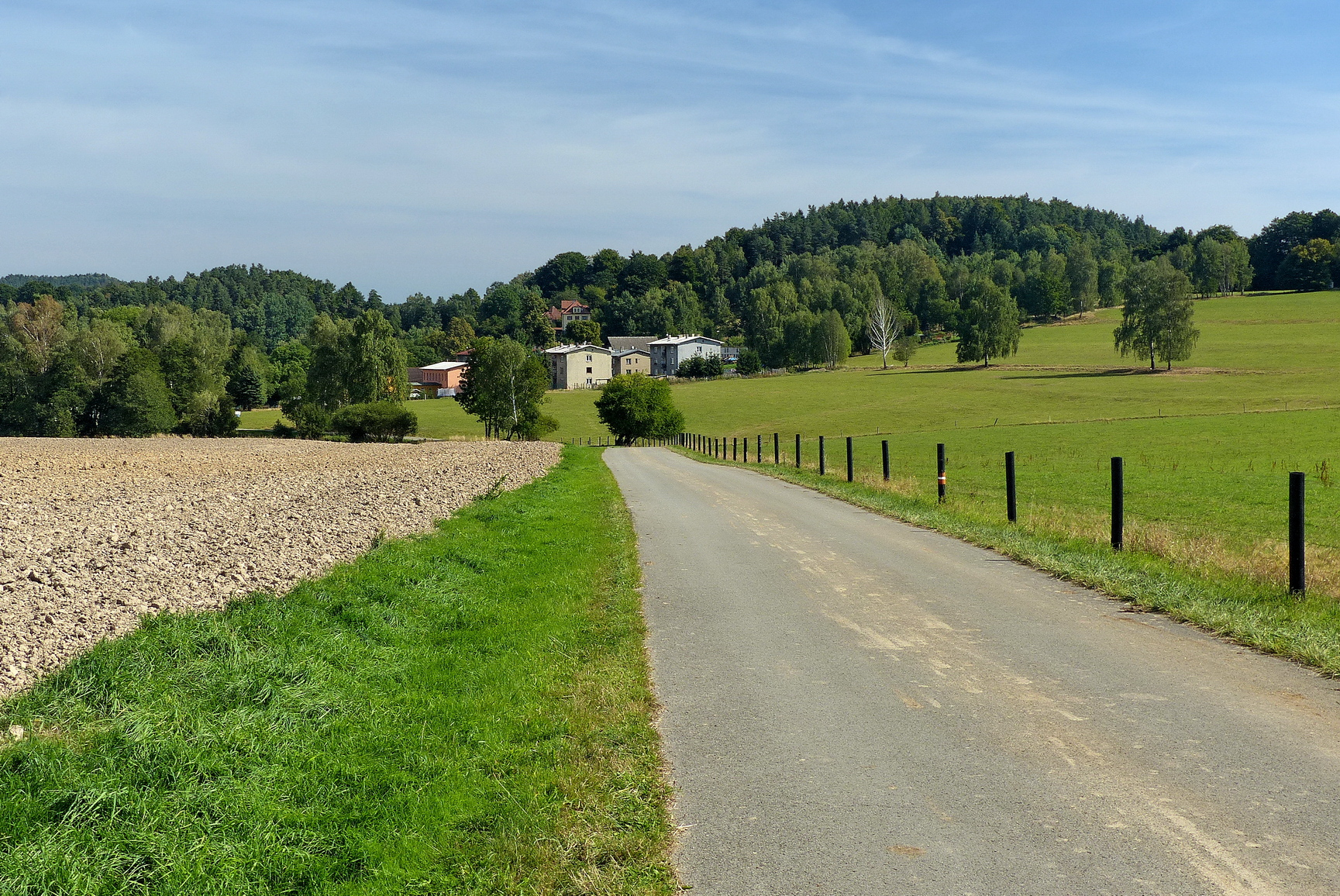
Zrekonstruovaná příjezdová cesta do Náhlova ze směru od bývalého VVP Ralsko. Cesta zároveň slouží jako cyklostezka.

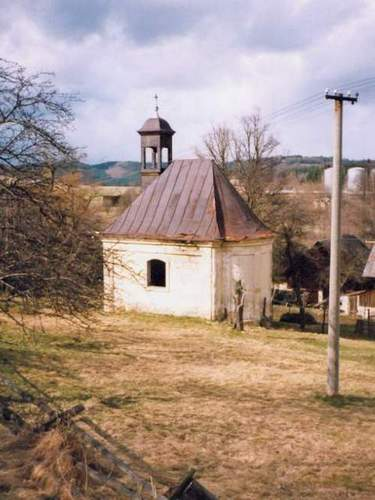
Vzhled náhlovské kapličky těsně před její rekonstrukcí.

Po zrušení vojenského výcvikového prostoru Ralsko, jehož vznik doprovázel zánik mnoha okolních vesnic a historických sídel, se Náhlov ocitá ve velké vzdálenosti od významných komunikací a větších sídel. Rozsáhlé území bývalého VVP Ralsko ho dělí od ostatních obydlených částí českolipského okresu na západě, východně sousedí jen s malými sídly Českodubska a Liberecka. Propojení Náhlova s okolním světem je na začátku 21 století možné prostřednictvím silnice III. třídy č. 26817 do nejbližší větší obce Osečná, a prostřednictvím cyklostezky č. 3050 přes bývalý vojenský prostor do oblasti okolo Osečné a Hamru na Jezeře.
Kaple sv. Floriána, původně malý kostelík postavený ve dřevě na začátku sedmnáctého století, který byl během své existence několikrát zničen, mimo jiné i velkým požárem, který zasáhl Náhlov a přestavěn v kameni během devatenáctého století. Kaplička byla od 80 let dvacátého století opuštěná a ve špatném stavu. V roce 2001 byla náhlovská kaplička prohlášená kulturní památkou a mezi lety 2004 - 2009 proběhla její kompletní rekonstrukce. V roce 2010 byla znovu slavnostně vysvěcena. 
V roce 2010 byla v Náhlově otevřena krátká naučná stezka, mapující charakter obce a jejího okolí. 
V letech 2022 - 2023 proběhla druhá rekonstrukce vodovodního řádu a výstavba nové čistírny odpadních vod.

## Galerie

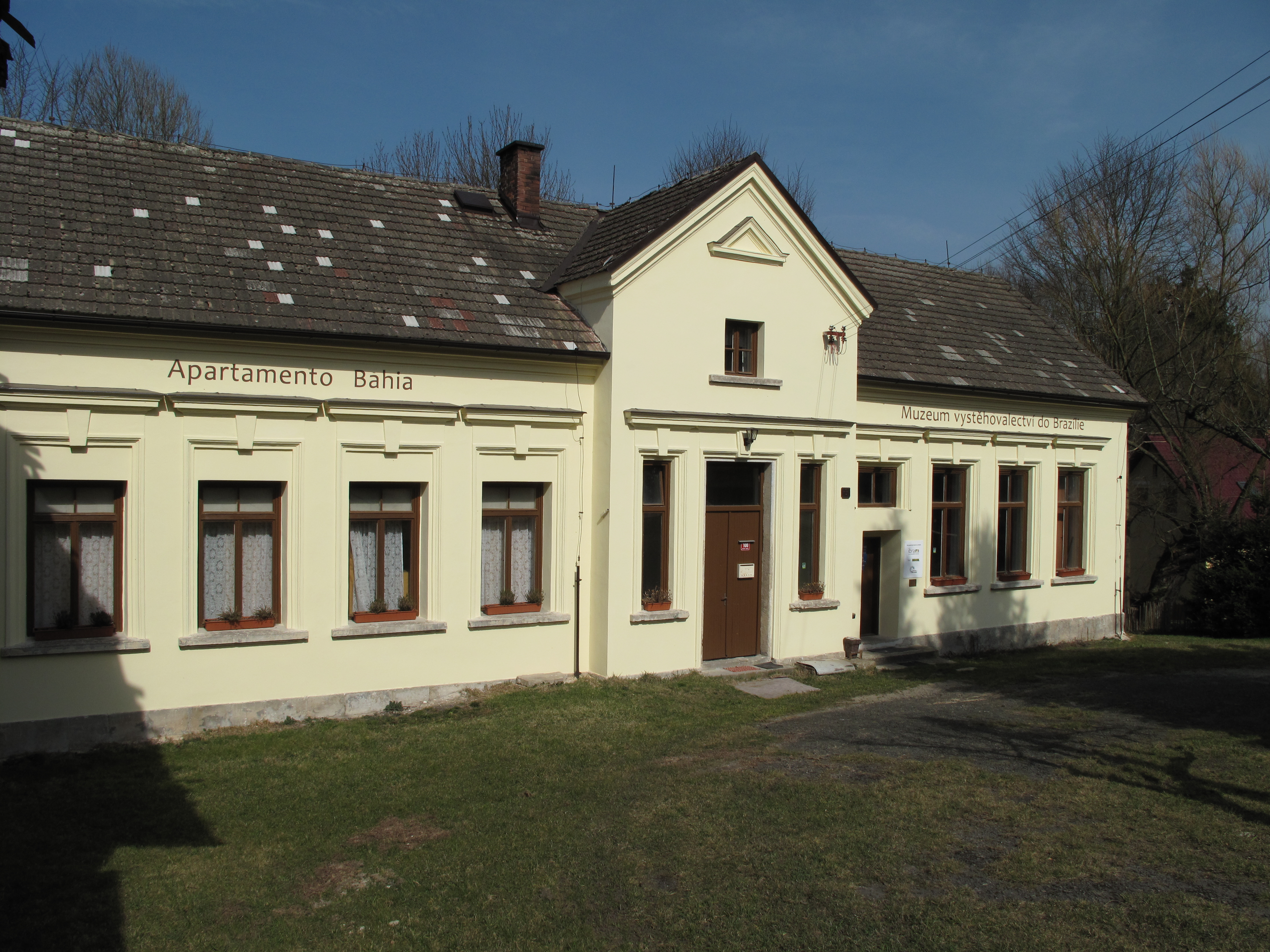
Muzeum vystěhovalectví do Brazílie
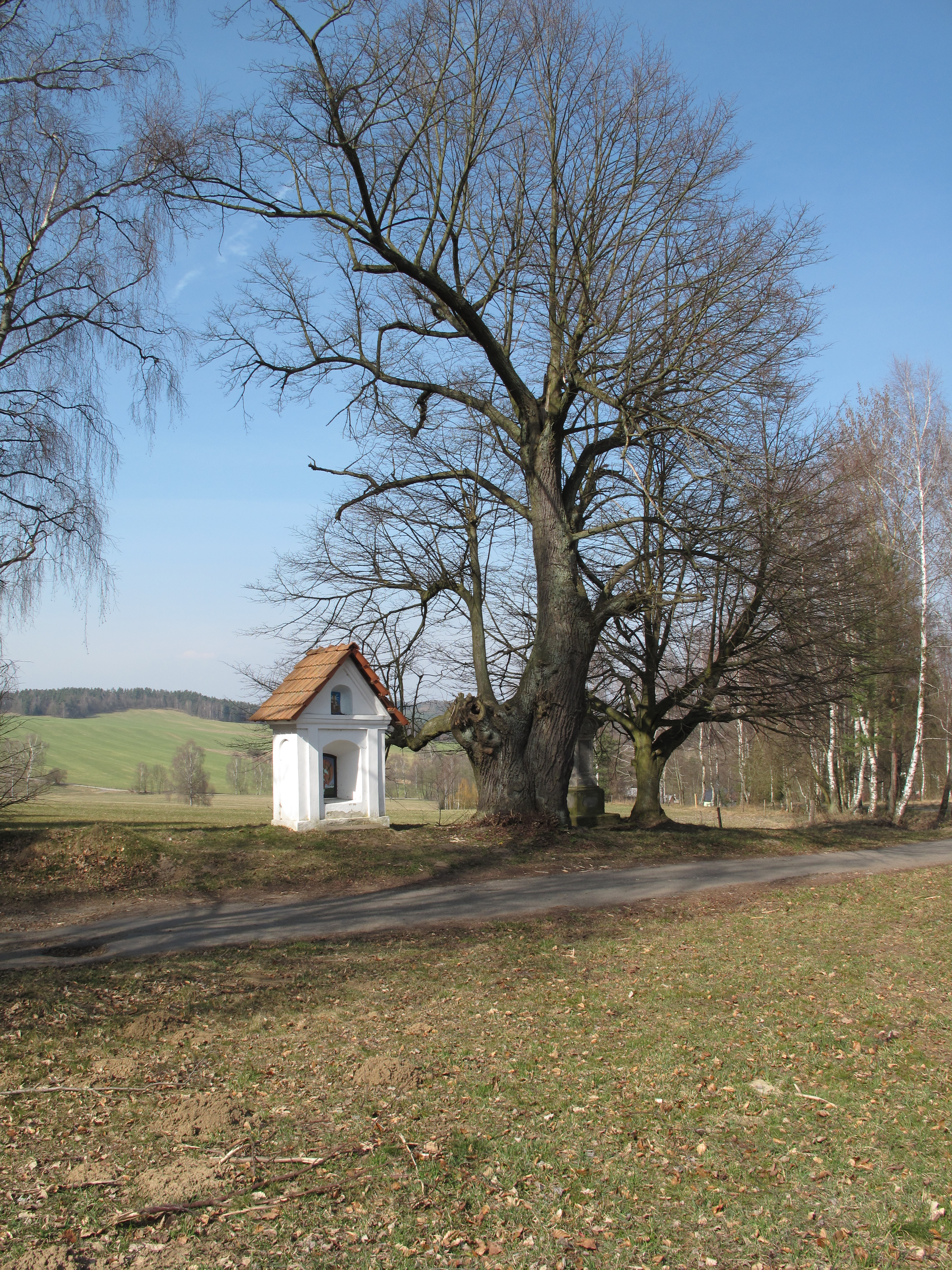
Kaplička nad vsí
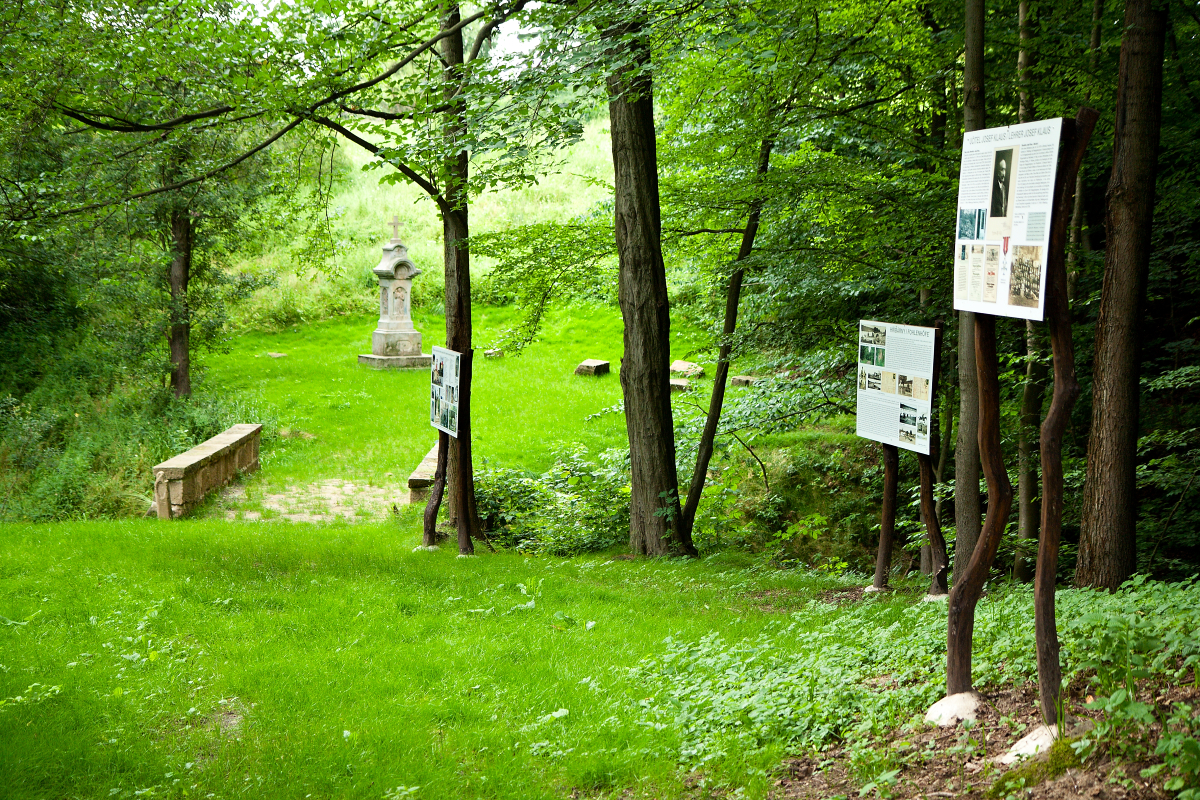
Naučná stezka v Náhlově s opraveným mostkem
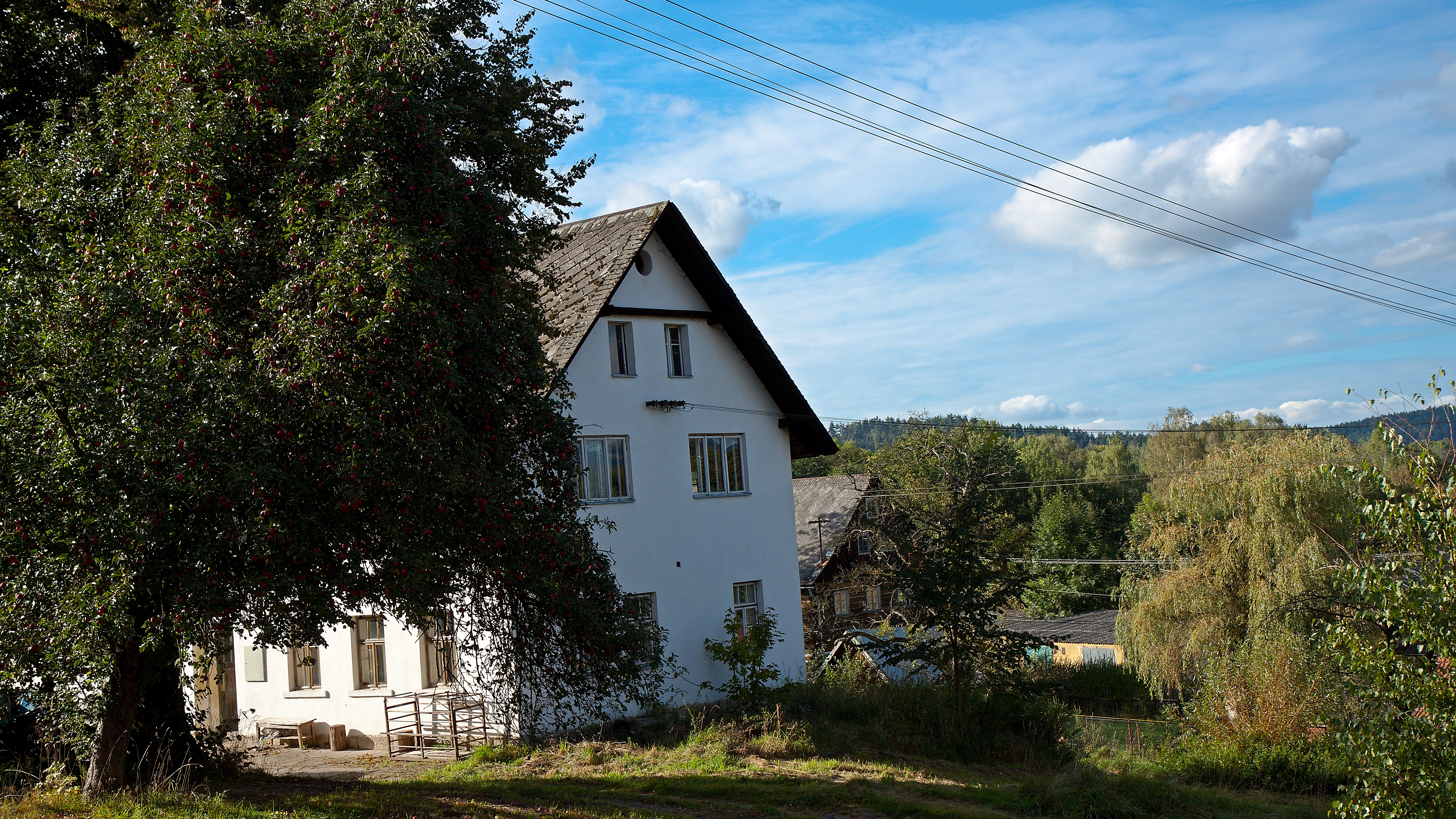
Usedlost v Náhlově u obecní cesty nad bývalou německou školou